# Mieżeń
Statek parowy „Mieżeń” (ros. Пароход „Межень”) – rosyjski, a następnie radziecki statek pływający po Wołdze od II poł. lat 80. XIX wieku.
Statek został wybudowany w 1885 r. w stoczni Sormowo w Niżnym Nowogrodzie na zamówienie ministerstwa kolei. Reprezentował typ kołowego parowca rzecznego. Pełnił okazjonalną rolę jachtu dla członków rodziny carskiej (m.in. w 1899 r. z Jarosławia do Rybińska przepłynął nim wielki książę Władimir Aleksandrowicz, w 1910 r. caryca Aleksandra Fiodorowna odwiedziła Kamsko-Bogurodzicki Monastyr w celu wzięcia udziału w uroczystościach na rzecz jego założyciela, zaś w 1913 r. w 300 rocznicę rodu Romanowych przejażdżkę z Niżnego Nowogrodu do Jarosławia z postojem w Kostromie odbyli car Mikołaj II z żoną). Po rewolucji październikowej statek, cumujący w porcie w Samarze,  opanowali zrewolucjonizowani marynarze na czele z Walerianem W. Kujbyszewem. Kiedy miasto atakowały oddziały Korpusu Czechosłowackiego na pocz. czerwca 1918 r., parowiec z samarskim partyjnym przywództwem bolszewickim ewakuował się do Symbirska, gdzie zajął go na swoją siedzibę ppłk Michaił A. Murawjow, dowodzący Frontem Wschodnim. 10 lipca 1918 r. zorganizował on antybolszewickie wystąpienie zbrojne. Na parowcue przypłynął do Kazania, zbierając oddział w sile ok. 600 żołnierzy. Następnie powrócił do Symbirska i zawarł umowę z dowództwem Korpusu Czechosłowackiego. W odpowiedzi W. W. Kujbyszew z oddziałem czerwonych strzelców łotewskich opanował statek „Mieżeń”, na którym przebywał ppłk M. A. Murawjow. W czasie krótkiej wymiany ognia został on zabity. Parowiec przejął dowódca Wołżańsko-Kaspijskiej Flotylli Wojennej, Fiodor F. Raskolnikow, który podarował go swojej żonie Łarysie M. Reissner. Statek brał udział w odbiciu Kazania z rąk Białych w maju 1920 r. Następnie wykonywał rejsy pasażerskie po Wołdze. Na przełomie 1934/1935 r. przeszedł remont kapitalny, po którym stał się statkiem holowniczo-transportowym. Pływał na rzecz przedsiębiorstwa „Волготанкер”. Kilka lat później został przeznaczony na złom, ale aż do 1959 r. był trzymany na brzegu Wołgi w rejonie Saratowa, kiedy został ostatecznie rozebrany.